# 承真法親王
承真法親王（1788年2月5日—1841年2月5日），俗名惇德，幼名邦宮、永宮，是日本江戶時代中期及後期的法親王，生父母是有栖川宮織仁親王及淸香院，有栖川宮韶仁親王的異母弟。

## 經歷
永宮最初於天明八年（1788年）四月繼承梶井門跡，享和三年（1803年）九月十六入寺，賜名惇德，同日出家，法號承真。文化五年（1808年）三月成為光格天皇的養子，同年四月廿八日接受親王宣下，至文政十一年（1828年）十月敘一品。同時，他在文化七年（1810年）到天保十二年（1841年）正月四度擔任天台座主。
承真法親王於第四度辭任天台座主次日去世，院號如實知王院，葬在大原。